# 428-й истребительный авиационный полк
428-й истребительный авиационный полк (428-й иап) — воинская часть Военно-воздушных сил (ВВС) Вооружённых Сил РККА, принимавшая участие в боевых действиях Великой Отечественной войны.

## Наименования полка
За весь период своего существования полк своё наименование не менял:
- 428-й истребительный авиационный полк ПВО;
- 428-й истребительный авиационный полк.

## История полка
428-й истребительный авиационный полк ПВО сформирован 25 июля 1941 года в 7-м истребительном авиационном корпусе ПВО на аэродроме Горелово (Ленинград) по штату 015/134 на самолётах МиГ-3 на основе группы летного состава 7-го истребительного авиационного полка, который до начала войны прибыл в Горелово для переучивания на новую авиационную технику. К боевой работе полк приступил 25 июля 1941 года в составе 7-го иак ПВО на самолётах МиГ-3.
Полк осуществлял прикрытие города Ленинграда и военных объектов с воздуха, помимо задач ПВО вылетал на прикрытие наземных войск, штурмовку войск противника, действуя в интересах командования Ленинградского, а затем Северного (с 23.08.1941 г.) фронта. Понеся значительные потери полк 12 сентября 1941 года прибыл на переформирование и доукомплектование в 1-ю Высшую школу штурманов ВВС КА на аэродром Дягилево (Рязань) ВВС Московского военного округа . Был переформирован по штату 015/174.
К боевым действиям приступил 13 октября 1941 года в составе: ВВС Московского военного округа, 6-го истребительного авиационного корпуса ПВО Московской зоны ПВО. Осуществлял прикрытие города и военных объектов Москвы с воздуха, помимо выполнения задач ПВО вылетал на прикрытие своих войск, штурмовку войск противника, действуя в интересах командования наземных фронтов.
29 марта 1942 года полк передан из войск ПВО ТС в ВВС КА, получил наименование 428-й истребительный авиационный полк и приступил к боевой работе в составе 2-й ударной авиационной группы ВВС Северо-Западного фронта. 20 апреля 1942 года во фронтовых условиях освоил самолёты Як-1. К исходу 11 июня имел в боевом составе только 1 неисправный МиГ-3, 14 июня убыл в тыл на доукомплектование в 8-й запасной истребительный авиационный полк Приволжского военного округа в пос.
Багай-Барановка Саратовской области. 25 августа 1942 года полк расформирован.

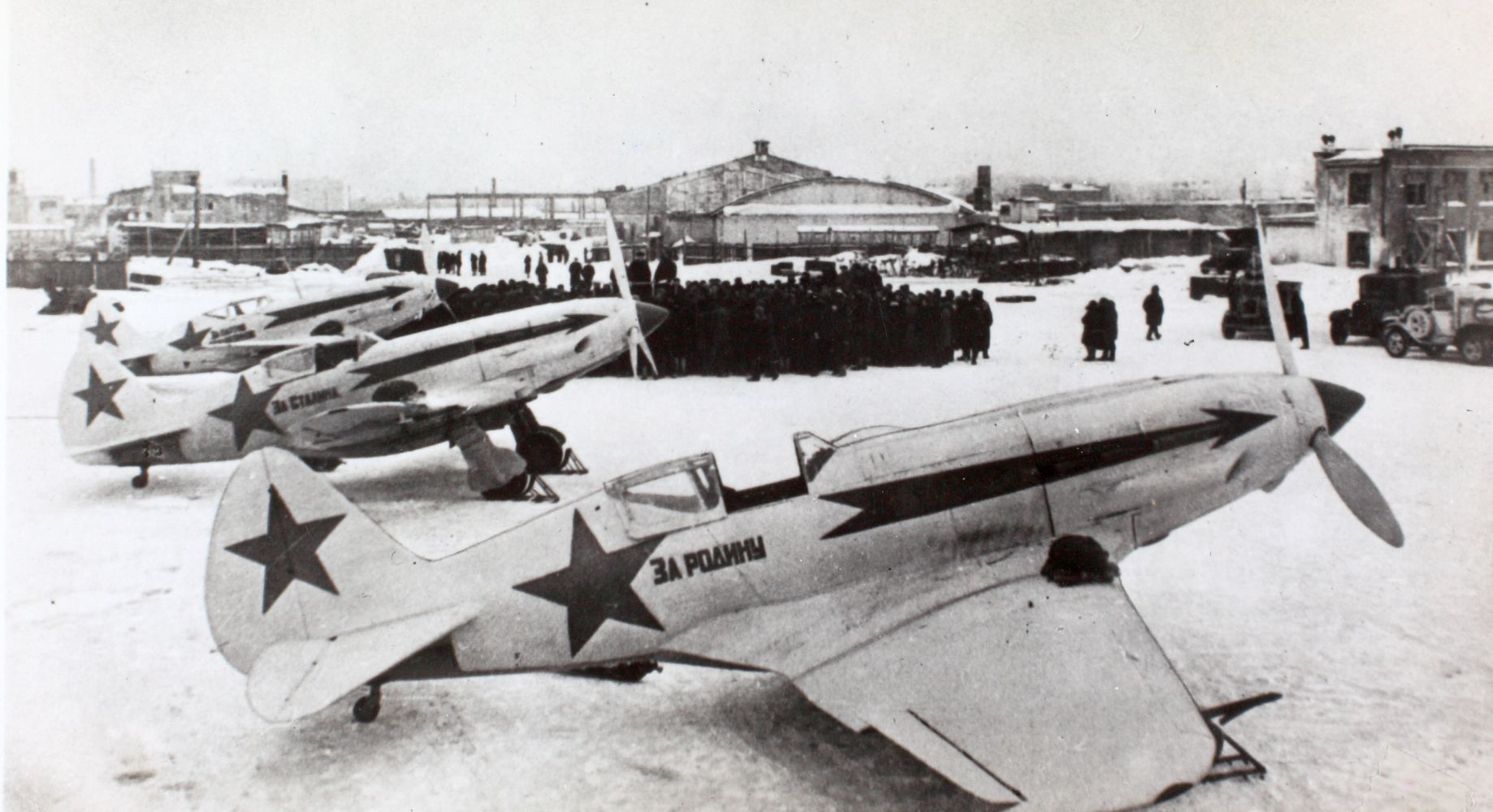
Самолёт МиГ-3 в зимнем камуфляже. На таких самолётах полк защищал Ленинград. Фото из архива Музея авиации и космонавтики в Сан-Диего

В составе действующей армии полк находился с 25 июля 1941 года по 10 апреля 1942 года.

## Командиры полка
- майор Виноградов Николай Сергеевич[2], 25.07.1941 — 12.1941
- майор Сидоров Андрей Ефимович[2], 12.1941 — 25.08.1942

## Участие в операциях и битвах
- Ленинградская стратегическая оборонительная операция — с 25 июля 1941 года по 30 сентября 1941 года.
- Битва за Москву — 13 октября 1941 года по 29 марта 1942 года.
- Демянская наступательная операция — с 29 марта 1942 года по 20 мая 1942 года.

## Лётчики-асы полка
| Фамилия, имя отчество         | Награды | Сбито самолётов (+ в группе) | Примечание |
| ----------------------------- | ------- | ---------------------------- | --- |
| Ветров Иван Иванович          |         | 11 + 0                       | Лётчик полка: авг. — сент. 1942. Боевых вылетов: около 100. |
| Даргис Павел Никодимович      |         | 5 + 6                        | Лётчик полка: авг. 1941 — фев. 1942. Боевых вылетов: 196; воздушных боев: 45. |
| Качковский Николай Павлович   |         | 5 + 0                        | Лётчик полка: июль 1941 — март 1942. Советско-финляндская война (1939—1940). Боевую работу вёл на И-16 в составе 7-го иап. Боевых вылетов: 194. Погиб 11 июля 1942 г. Сбит в воздушном бою. |
| Крюков Константин Алексеевич  |         | 5 + 10                       | Лётчик полка: окт. 1941—1942. Боевых вылетов: 321; воздушных боев: 27. Умер в январе 1979 г                                                                                                 |
| Макаров Николай Кириллович    |         | 8 + 3                        | Лётчик полка: март — июнь 1942. Боевых вылетов: 300. Пропал без вести 2 августа 1942 г. Не вернулся с боевого задания.                                                                      |
| Нечипуренко Иван Платонович   |         | 10 + 3                       | Лётчик полка: янв. — апр. 1942. Боевых вылетов: 320; воздушных боев: 69 |
| Четвертков Александр Иванович |         | 12 + 3                       | Лётчик полка: янв. — март 1942. Боевых вылетов: 193; воздушных боев: 35 |
| Шидловский Леонид Захарович   |         | 6 + 3                        | Лётчик полка: март — июнь 1942. |

## Итоги боевой деятельности полка
Всего за годы Великой Отечественной войны полком:

| - Совершено боевых вылетов — 3598, из них: - в составе 7-го иак ПВО — 754 - в составе 6-го иак ПВО — 2437 - в составе УАГ-2 — 407 - Проведено воздушных боев — 241, из них: - в составе 7-го иак ПВО — 143 - в составе 6-го иак ПВО — 62 - в составе УАГ-2 — 36 - Сбито самолётов противника — 110, из них: - в составе 7-го иак ПВО — 43 - в составе 6-го иак ПВО — 32 - в составе УАГ-2 — 35 | - Уничтожено самолётов на аэродромах — 25 - Проведено штурмовок — 26 - Уничтожено при штурмовках: - автомашин — 260 - точек ЗА — 30 - складов боеприпасов — 1 - Свои потери (боевые): - лётчиков — 10 - самолётов — 16 (12 МиГ-3, 4 Як-1) |

## Самолёты на вооружении
| Период      | Самолёты |
| ----------- | -------- |
| 1941 — 1942 | МиГ-3    |
| 1941 — 1942 | Як-1     |